# Samarate
Samarate ist eine norditalienische Gemeinde in der Provinz Varese.

## Geographie
Die Gemeinde bedeckt eine Fläche von 15 km². Zu Samarate gehören die Fraktionen Cascina Costa, Cascina Elisa, San Macario, Verghera und Lottizzazione-Barlocco. Die Nachbargemeinden sind Busto Arsizio, Cardano al Campo, Ferno, Gallarate, Lonate Pozzolo, Magnago (MI), Somma Lombardo und Vanzaghello (MI). In Cascina Costa bei Samarate befinden sich unmittelbar östlich des Flughafens Mailand-Malpensa Produktionsanlagen des Technologieunternehmens Leonardo.

## Geschichte
Samarate ist seit der Antike bewohnt, und die ersten archäologischen Funde gehen auf die Eisenzeit zurück. Ab dem 7. Jahrhundert vor Christus fanden die ersten Kontakte zur etruskischen Zivilisation statt, eine Zeit, in der die im Samarategebiet vorkommende Terrakotta Patera (Gefäß) entstand. Der äußere Teil des Pateras trägt die Namen der Einheimischen im keltisch-ligurischen Alphabet, einer Mischung aus Lokalsprache und etruskischer Sprache.
Der Ort Samarate wird in den Statuten von 1346 über die Straßen und Gewässer der Grafschaft Mailand erwähnt und war Teil der Gemeinde Gallarate. Sie gehörte zu den Gemeinden, die zur Instandhaltung der Rho-Straße beitrugen (1346). Samarate gehörte zum Lehen Gallarate, das 1530 von Herzog Francesco II. Sforza an Marino Caracciolo, den späteren Kardinal, verliehen wurde. Das Lehen wurde 1564 gegen das Lehen von Atripalda im Königreich Neapel getauscht und an Giacomo Pallavicino Basadonna vergeben. Nach dem Tod des Lehnsherrn ohne fähige Erben wurden das Lehen und der dazugehörige Grafentitel 1578 von Philipp II. (Spanien) an Giacomo Annibale Altemps übertragen. Im Jahr 1656 ging das Lehen an die Markgrafen Teobaldo und Galeazzo Visconti von Cislago über.
In den Registern des Estimo (Grundbuch) des Herzogtums Mailand von 1558 und den späteren Aktualisierungen im 18. Jahrhundert war Samarate eine der Gemeinden, die in derselben Pieve vermessen wurden. Im Jahr 1716 übertrug Karl VI. (HRR) das Lehen dem Grafen Francesco Castelbarco Visconti als Nachfolger des Markgrafen Cesare Visconti. In der Kopie der Karte der ersten Station in 25 Blättern des so genannten Teresianischen Katasters, die 1722 erstellt und im Staatsarchiv von Varese aufbewahrt wurde, wird der Konsul Battista Ferrario, der bei den Vermessungen mitgeholfen hatte, erwähnt; die Karte trägt die Überschrift Territorj di Samarate, della Costa, e Cassina Verghera, pieve di Gallarate. Nach den Antworten auf die 45 Fragen des zweiten Volkszählungsrates von 1751 war die Gemeinde, die damals etwa 2000 eintreibbare und nicht eintreibbare Seelen zählte, mit dem Grafen von Castelbarco Visconti belehnt, an den die Gemeinde jährlich eine Gebühr von 146 Lire, 15 Soldi und 6 Denari zahlte und aufstockte. Weder der königliche noch der feudale Richter residierten in Samarate; beide residierten stattdessen in Gallarate. Die Gemeinde zahlte den Richtern kein Gehalt, aber sie zahlte dem Podestà jedes Mal 14 Lire, wenn er von der Gemeinde gerufen wurde, um sich um Steuern und Ähnliches zu kümmern. Der Konsul leistete seinen gewöhnlichen Eid auf beide Strafbanken, die königliche und die feudale. Samarate war eine kleine Gemeinde mit dem Namen „La Costa“ und verfügte über einen besonderen Rat, der sich aus sechs Bürgermeistern oder Regenten zusammensetzte, die von zwei Superintendenten unterstützt wurden. Der Kanzler wohnte in Cardano, einem benachbarten Territorium, und besaß die Schlüssel zum Archiv der öffentlichen Schriften, das sich in dem Raum befand, der zur Aufbewahrung derselben und für die Sitzungen der Räte bestimmt war. Das Honorar des Gerichtsschreibers belief sich auf 150 Lire. Obwohl der Zusammenschluss der Gemeinde Costa bereits seit einiger Zeit feststand, werden im Compartimento territoriale, das die Cassinas spezifiziert, von 1751 noch immer die Gemeinden Samarate mit ihren Cassinaggi und Cassina Costa getrennt aufgeführt.
Mit der Aktivierung der Gemeinden in der Provinz Mailand auf der Grundlage der territorialen Aufteilung des Königreichs Lombardo-Venetien (Mitteilung vom 12. Februar 1816) wurde die Gemeinde Samarate e Costa in den Bezirk XIII von Gallarate aufgenommen. Mit Regierungsdekret 1819 Juli 15 N. 16875/228 wurde die Ersetzung des Gemeinderats in der Gemeinde Samarate durch den Generalkonvent genehmigt (Variazioni compartimento provincia di Milano, 1816–1835); aus einer anderen Quelle geht hervor, dass die Ersetzung gemäß Regierungsdekret 1821 März 19 N. 5620/702 erfolgte (1843). Samarate e Costa, eine Gemeinde mit Einberufung, wurde im Bezirk XIII von Gallarate durch das spätere territoriale Compartimento der lombardischen Provinzen bestätigt (Mitteilung vom 1. Juli 1844).
Im Jahr 1853 (Notifizierung vom 23. Juni 1853) wurde Samarate mit dem Weiler Costa, einer Gemeinde mit einer Stadtverwaltung ohne eigenes Büro und 2073 Einwohnern, dem Bezirk XII von Gallarate zugeordnet.
Nach dem vorübergehenden Zusammenschluss der lombardischen Provinzen mit dem Königreich Sardinien wurde die Gemeinde Samarate mit 2.726 Einwohnern, die von einem fünfzehnköpfigen Gemeinderat und einem zweiköpfigen Stadtrat verwaltet wurde, gemäß der durch das Gesetz vom 23. Oktober 1859 festgelegten territorialen Aufteilung in das Mandamento I di Gallarate, circondario IV di Gallarate, Provinz Mailand, aufgenommen. Bei der Gründung des Königreichs Italien im Jahr 1861 hatte die Gemeinde 2.918 Einwohner (Volkszählung 1861). Nach dem Gemeindegesetz von 1865 wurde die Gemeinde von einem Bürgermeister, einem Rat und einem Ausschuss verwaltet. Im Jahr 1867 wurde die Gemeinde in das gleiche Mandat, den gleichen Bezirk und die gleiche Provinz aufgenommen. 1869 wurde die aufgelöste Gemeinde Cassina Verghera mit der Gemeinde Samarate zusammengelegt (Königlicher Erlass Nr. 4963 vom 7. März 1869).
Im Jahr 1924 wurde die Gemeinde in den Bezirk Gallarate der Provinz Mailand eingegliedert. Nach der Gemeindereform von 1926 wurde die Gemeinde von einem Podestà verwaltet. Nach der Gemeindereform von 1946 wurde die Gemeinde Samarate von einem Bürgermeister, einer Junta und einem Rat verwaltet. Im Jahr 1971 hatte die Gemeinde Samarate eine Fläche von 1.598 Hektar.

## Bevölkerung
| Jahr      | 1861  | 1871  | 1881  | 1901  | 1921  | 1951  | 1961   | 1971   | 1991   | 2001   | 2011   | 2017   | 2021   |
| Einwohner | 3.613 | 3.792 | 3.896 | 4.888 | 5.576 | 7.052 | 10.041 | 13.369 | 15.107 | 15.350 | 16.168 | 16.023 | 16.035 |

## Sehenswürdigkeiten

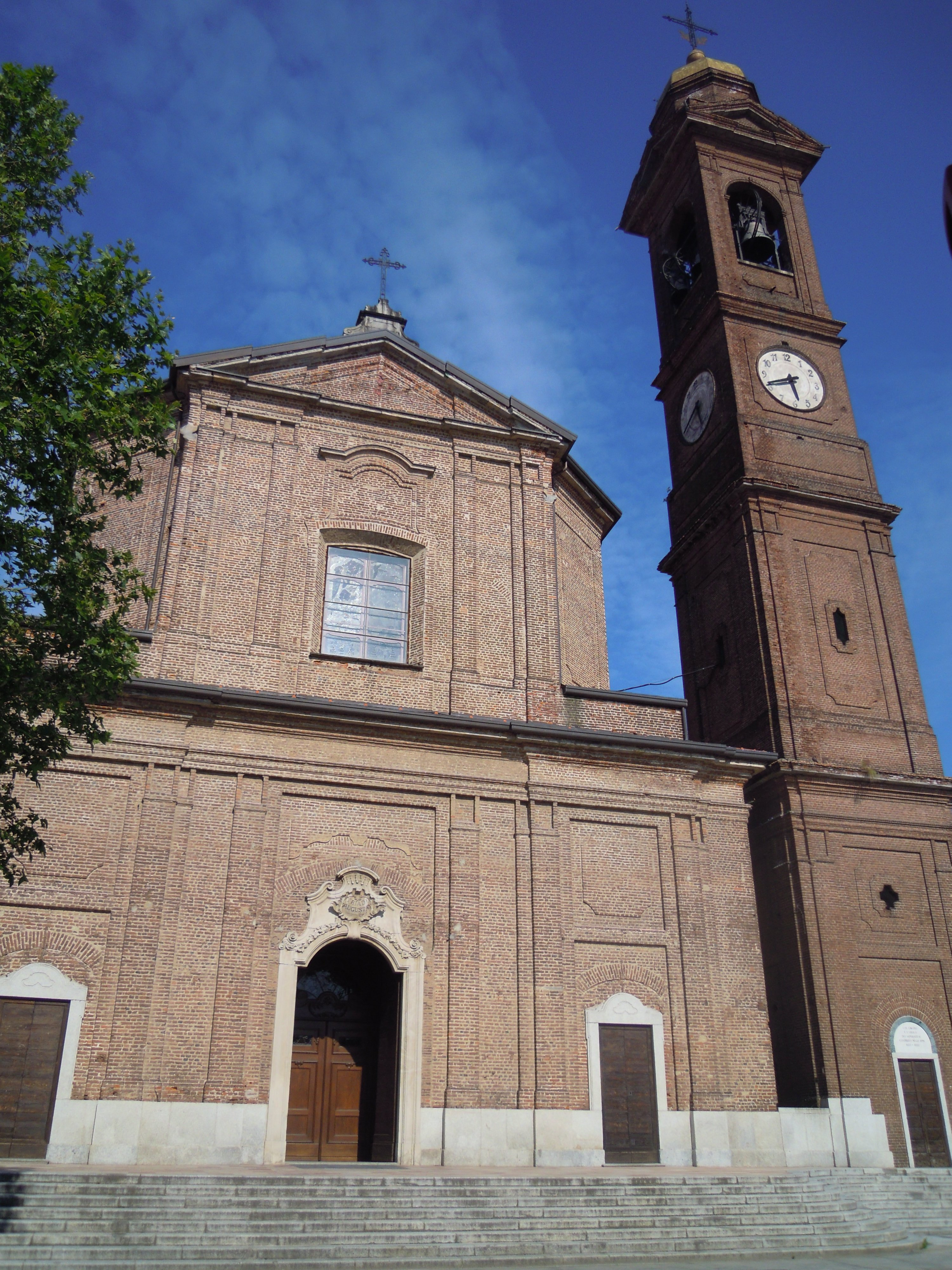
Kirche Trinitá

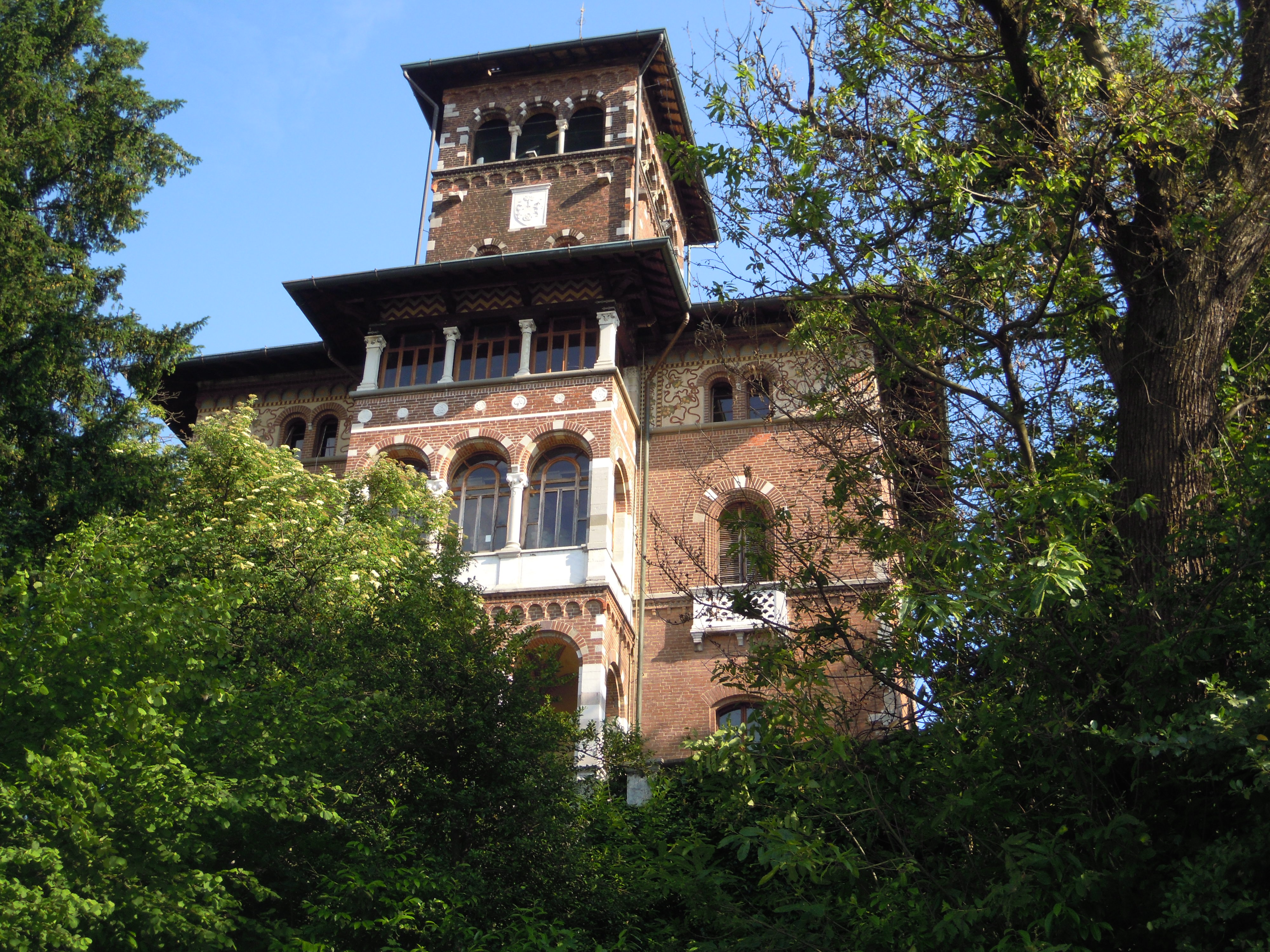
Villa Montevecchio

- Die Pfarrkirche Santissima Trinità (Dreifaltigkeit) wurde zwischen 1760 und 1779 vom Architekten Giulio Galliori auf den Überresten eines früheren, dem Heiligen San Salvatore geweihten und baufällig gewordenen Gebäudes wieder aufgebaut. Das Äußere der Kirche ist im Barockstil gehalten und besteht aus Backstein. Das Innere der Kirche ist im Rokokostil mit zeitgenössischem Stuck und zahlreichen Gemälden aus dem 16. und 20. Jahrhundert dekoriert, darunter Gemälde von Melchiorre Gherardini, Biagio Bellotti und Mario Chiodo Grandi.
- Die Kirche San Macario oder Purificazione della Vergine Maria, ursprünglich aus dem 14. Jahrhundert, wurde ab Mai 1610 abgebrochen und neu erbaut. Ab dem 16. Jahrhundert wurde sie zu Ehren des Heiligen Macarius umbenannt, nachdem sie die sterblichen Überreste des römischen Märtyrers beherbergte.
- Das Oratorium San Rocco wurde Ende 15. Jahrhundert erbaut und renoviert zwischen 1680 und 1720
- Die Kirche Natività di Maria Vergine (Mariä Geburt) wurde erstmals Ende des 14. Jahrhunderts erwähnt, wieder erbaut 1960; sie bewahrt ein Orgel Opus 1100 von Mascioni und verschiedene Gemälde
- Neoklassische Villa Archinto-Sommaruga, Ende 18. Jahrhundert
- Neomittelalterliche Villa Ricci-Montevecchio, 19. Jahrhundert
- Villa Guicciardi-Castelli

## Söhne und Töchter der Gemeinde
- Daniele Fortunato (* 1963), Fußballspieler